# Sociologie du corps
 (avril 2013).
Si vous disposez d'ouvrages ou d'articles de référence ou si vous connaissez des sites web de qualité traitant du thème abordé ici, merci de compléter l'article en donnant les références utiles à sa vérifiabilité et en les liant à la section « Notes et références ».

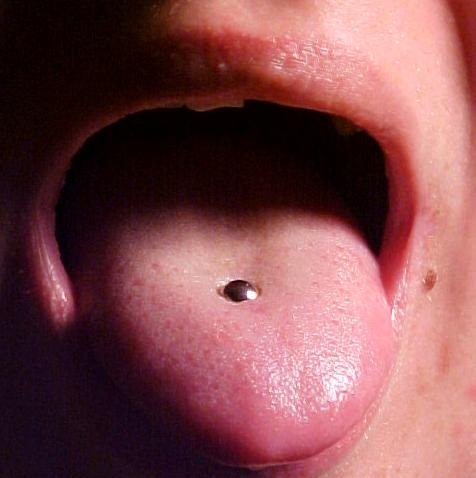
Le piercing, un objet de prédilection de la sociologie du corps contemporaine.

La sociologie du corps est une branche récente de la sociologie qui a pour objet l'étude des représentations et des mises en jeu sociales du corps humain.

## Les origines et les fondements

### Le corps entre biologie et culture
Le philosophe René Descartes considérait au début du XVIIe siècle qu'il était plus facile de parler de l'esprit que de traiter du corps des êtres humains. La culture chrétienne du moment interdisait aux savants de procéder à l'étude interne des corps. Seuls les premiers chirurgiens, et les bouchers, avaient une bonne idée de ce qu'étaient la structure des corps vivants.

À l'époque, l'idée moderne de biologie n'existe pas dans les débats théologiques qui imprègnent la philosophie. Le corps humain est considéré en Europe chrétienne comme un réceptacle pour l'âme, l'étincelle divine que Descartes situait lui-même dans la glande pinéale.
La Terre est considérée comme centrale dans l'univers européen du christianisme et les êtres humains sont tous redevables d'une hiérarchie qui les guide vers Rome. La centralisation des âmes préoccupe beaucoup plus que celle des corps. Cette construction catholique est remise en cause par les guerres de Religion qui sont alors la principale cause, avec les épidémies, de destruction des corps en Europe.

À cette époque, l'enveloppe corporelle est considérée comme secondaire en rapport aux âmes dont il s'agit d'assurer la migration vers le Paradis. Ces croyances s'estompent peu à peu avec l'influence des Églises. L'individu moderne naît en conséquence de son identification à son corps plutôt qu'à son âme. La propriété légale de son propre corps lui échappe souvent en droit, surtout parmi les esclaves qui ont un statut d'objet aliénable.

Le corps devient social avec l'individu, et par conséquent malléable, au moment où la liberté d'action en fait le lieu d'exercice de sa présence en société. La tradition familiale étudiée par les anthropologues (Franz Boas) dans les sociétés premières montre que ce moment (Renaissance en Europe) est celui où les institutions se mettent plus à contrôler les corps qu'à s'inquiéter de l'avenir des âmes.

Le contrôle des corps s'exerce au premier chef sur celui des femmes dont l'acceptation sociale découle de contraintes physiques immédiatement visibles. La sociologie, produit de la modernité, ne fait ici que reprendre les travaux des anthropologues sur les corps, en particulier, en France, ceux de Marcel Mauss. La modification des corps est auparavant surtout étudiée par les médecins qui, en luttant contre les maladies, assurent les premières investigations sur leur condition sociale (hygiénisme). La médecine ouvre une étude scientifique admise du corps pour fins thérapeutiques qui donne au contrôle social des instruments puissants pour discriminer les individus mais à ceux-ci des moyens d'augmenter leur autonomie. Le corps devenu humain il y a des centaines de milliers d'années acquiert peu à peu un statut de réceptacle de l’individu qui manifeste sa volonté à en disposer pleinement.

### Les apports de l'ethnologieet dessciences cognitives
L'ethnologie propose un premier indice de l'existence d'une possibilité pour le groupe d'influencer durablement l'aspect donné à leur corps par ses membres. Françoise Loux, ancienne chercheuse au CNRS (Centre d'Ethnologie Française du Musée des Arts et Traditions Populaires) est publia de nombreux livres et articles sur le corps, les soins de la petite enfance et la médecine populaire dans la société française traditionnelle. Elle a abondamment décrit la transformation et la mise au silence des corps en France dès le XIXe siècle. On trouve notamment dans tous les soins et rites traditionnels étudiés par l'ethnologue un marquage physique de ceux qu'ils concernent au premier chef. Ainsi, le tatouage des grands adolescents constitue dans nombre de sociétés traditionnelles le marqueur de leur appartenance à une parentèle spécifique mais aussi celui de leur accession au statut d'adulte, un statut éminemment social. L'ethnologie a même pu établir qu'il était possible à un groupement humain de décréter la mort de l'un de ses membres puis que celle-ci survienne effectivement par la suite. Dans le même genre, des guérisons spectaculaires peuvent être le fait de croyances en l'existence d'un pouvoir royal capable de thaumaturgie.
Plus spécifiquement, dans les sociétés occidentales, la médecine, la psychologie, la psychanalyse transgénérationnelle  et les sciences cognitives ont par ailleurs établi la possibilité d'une somatisation des traumatismes subis par l'individu au cours de sa vie passée. Bientôt, il est apparu que ces traumatismes ne pouvant être le fait que de relations sociales décevantes, le corps était bien le résultat de son insertion dans l'espace social.

### Le tournantmarxien
C'est à Karl Marx que revient d'avoir formulé l'idée proprement sociologique que le corps n'est pas seulement le résultat indirect et involontaire des rapports sociaux mais bien l'objet ciblé d'un façonnage systématique. Le schéma marxien insiste spécifiquement sur le rôle du travail de production capitaliste dans le cadre de ce façonnage : il présente comme une entreprise de déconstruction maîtrisée du corps des travailleurs. Elle est maîtrisée parce qu'il ne s'agit pas pour le patron d'épuiser complètement son employé comme le maître torturait son esclave : le cynisme du capitalisme, nous dit Marx, c'est qu'il induit une forme de calcul de l'effort à exiger de la main-d'œuvre. Ce n'est que pour que son exploitation puisse se prolonger que cette dernière a droit à un repos minimal...
Le triomphe du modèle fordiste et le développement du taylorisme feront triompher ces conceptions et c'est selon elles que se développera l'étude ergonomique du travail à la chaîne ou les études sociologiques du design ou de l'architecture.

### Les prolongementsfoucaldiens

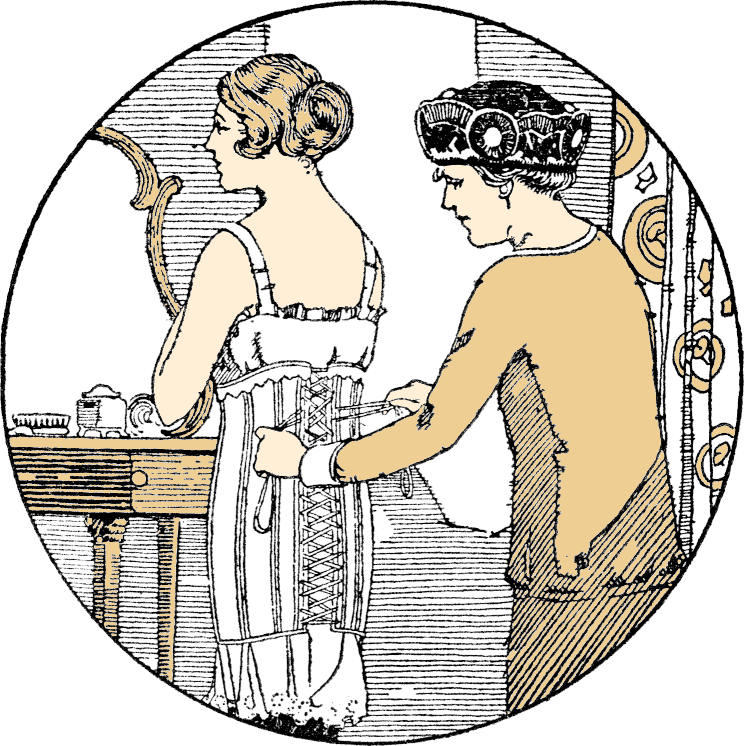
Le corset,.

On doit à Michel Foucault d'avoir généralisé l'assertion selon laquelle le corps est l'objet d'un façonnage organisé depuis des pouvoirs diffus non localisés mais pouvant traverser des dispositifs (agencement d'une cellule de prison, d'un atelier de travail ou même d'une salle de classe). Un siècle après Marx, il ne se contente plus de l'appliquer aux seules relations salariales. Il souligne sa validité dans le cadre de l'étude des relations qui existent entre l'individu et les pouvoirs ayant comme point de passage le politique et l'administratif entre autres. Il finira par signaler l'existence systématique dans les sociétés contemporaines de ce qu'il appellera un biopouvoir, c'est-à-dire d'un pouvoir étatique trouvant sa source et sa justification dans le travail des corps humains, en tant qu'ils sont inscrits dans une population que l'on souhaite gérer, notamment par le contrôle de la sexualité. À l'aide de mille dispositifs sans honneur tels que le panoptique, le pouvoir immanent dresse les corps et construit des individus. Leur lutte contre l'assujettissement via le corps se fera dans la subjectivation. Ce travail sur les micropouvoirs a été poursuivi dans le domaine de l'histoire du corps et de l'Éducation physique et sportive par Jacques Gleyse, notamment dans l'ouvrage: L'Instrumentalisation du corps (1997).

## Les perspectives récentes
Ces dernières années, le développement des congés payés, du chômage et la robotisation des lignes de montage ont conduit à un déclassement des premières priorités de la sociologie du corps. En partant de l'idée marxienne que ce dernier est l'objet d'un travail de production, deux grandes branches disciplinaires se sont établies.

### Le corps comme produit d'uneconsommation
Au cours du XXe siècle les sociologues ont constaté une évolution des sociétés occidentales, passant de sociétés tournée vers l'industrie manufacturière à des sociétés de consommation. Ainsi s'est développée une nouvelle forme de sociologie économique appelée sociologie de la consommation et dont l'objet est l'étude de la consommation sous toutes ses formes. Cette branche de la sociologie étudie par le biais de la psychologie sociale le comportement du client sur le lieu de vente, notamment l'impact du merchandising et du packaging. En matière de sociologie du corps, cette nouvelle grille d'analyse s'est traduite par la création d'une branche pensant le corps en tant que résultat ciblé d'une consommation, et non seulement en tant que résultat de l'effort consenti durant la production. Elle puise certaines de ses influences dans les travaux de Jean Baudrillard, notamment ceux qu'il a réalisés sur l'objet en général.
L'étude de la cuisine, de l'alimentation et des troubles alimentaires retient l'attention de cette nouvelle sociologie du corps, l'époque proposant (surtout aux femmes) des canons de beauté stricts et produisant par ailleurs une obésité pandémique dans les sociétés aisées. La sociologie du corps se nourrit ainsi de la sociologie de la mode et de la sociologie du vêtement et de la nudité. Finalement, l'anthropologie du corps, développée notamment par David Le Breton, se soucie également des pratiques d'automutilation et de scarification.
Dès les années 1960, l'artiste française Orlan interroge le statut du corps et les pressions politiques, religieuses, sociales qui s'y impriment. Son travail dénonce la violence faite aux corps et en particulier aux corps des femmes, et s'engage ainsi dans un combat féministe. Son corps est son instrument privilégié où se joue la relation entre Soi et l'Autre.

### Le corps comme produit desloisirs

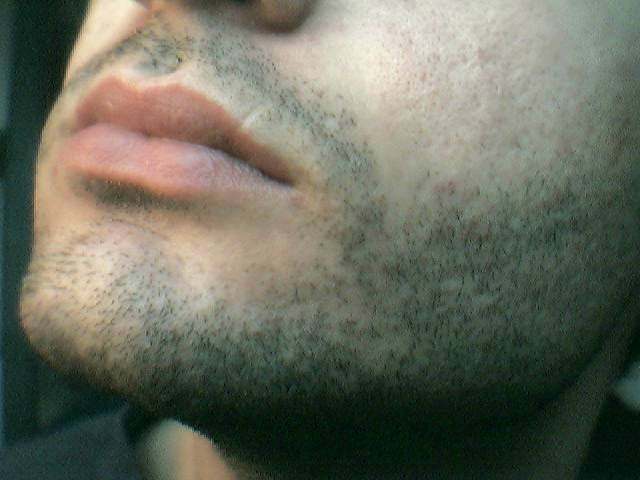
La barbe naissante, un attribut idéal-typique du cadre le week-end.

Une seconde branche de la sociologie du corps a plutôt glissé le long de l'opposition traditionnelle entre travail et loisirs que le long de celle qui existe entre production et consommation. Certains sociologues ont ainsi considéré que le corps n'était pas que le produit de rapports marchands et qu'il était surtout façonné hors des usines et des bureaux, d'autant plus que s'opère une réduction du temps de travail dans les pays développés.
Cette branche étudie spécifiquement la mise en jeu sociale du corps dans le sport, les sports de glisse ou extrêmes, la boxe, la musculation ou le dopage étant des portes d'entrée courantes. Les formes d'expression artistique proches de la gymnastique comme la danse ou le théâtre sont également étudiées en ce sens qu'elles trahissent des représentations spécifiques du corps. Parce qu'elles permettent des aventures sexuelles et un engagement sportif, les vacances apparaissent finalement comme un terrain d'investigation privilégié et on assiste en fin de compte au développement d'une ethnométhodologie des mœurs balnéaires en marge de la sociologie du corps.
Des auteurs comme Jean-Claude Kaufmann ont par exemple étudié les relations entre le regard et la pratique des seins nus sur la plage. Autre exemple, dans Sur la plage, Jean-Didier Urbain emprunte à Claude Lévi-Strauss l'opposition entre le cru et le cuit pour illustrer à quel point le corps se livre à une forme de voracité barbare une fois dénudé sur le sable. Le retournement historique à l'origine de la valorisation sociale du bronzage plutôt que du teint blanc est un objet également étudié.

## Les difficultés

### Des limites floues
L'étude sociologique du corps pose de nombreux problèmes. Pratiques, parce qu'elle impose à l'enquêteur le recueil d'éléments d'observation relevant habituellement de l'intimité des personnes enquêtées. Théoriques surtout, parce que comme l'a souligné Jean-Michel Berthelot, quelle que soit la situation sociale considérée, il faut toujours un corps, en fin de compte, pour la permettre et l'interpréter. Dès lors, la limite de ce qui ressort de la sociologie du corps est floue, et le détournement des schémas interactionnistes d'Erving Goffman pourrait conduire, finalement, à considérer que tout ne tient qu'à l'interaction des corps.
Cette idée trouve pour support les travaux réalisés par Edward T. Hall, qui a montré l'importance des jeux proxémiques dans l'interaction. Il s'agit de ces espaces que l'on se sent obligé de laisser entre l'autre et soi dans les espaces publics où la cohabitation ou le contact sont rendus nécessaires par l'étroitesse des lieux. On les observe par exemple dans les ascenseurs.

### L'opposition au discours médical
De nombreux travaux ont porté sur des thématiques voisines, notamment sur les odeurs. Entre autres, on citera ceux de l'historien Georges Vigarello sur la notion de propreté depuis le Moyen Âge, des travaux qu'il a prolongés depuis par une réflexion sur la beauté. On mentionnera également les analyses de Mary Douglas sur la souillure ou celles très connues de Norbert Elias sur le processus de civilisation des mœurs, lequel aurait façonné les règles de la commensalité et conduit à l'interdiction d'expectorer en public, par exemple.
Ainsi, la sociologie du corps a permis une relativisation de l'importance du discours hygiéniste sur le développement des réflexes de politesse et de propreté en Occident. D'une façon générale, elle s'oppose souvent au discours médical, qui méconnait parfois la dimension sociale de ses objets de prédilection, l'accouchement, le don d'organe, la greffe, l'euthanasie ou la crémation par exemple.